# مارک اجی کوریتا
مارک اجی کوریتا (ژاپنی: 栗田 マークアジェイ؛ زادهٔ ۷ مارس ۱۹۹۸) یک بازیکن فوتبال اهل ژاپن است.
از باشگاه‌هایی که در آن بازی کرده‌است می‌توان به باشگاه فوتبال کاماتامار سان‌اوکی اشاره کرد.